# Honda
Honda je japonski koncern, ki proizvaja avtomobile, motocikle ter izvenkrmne motorje. S 17 milijoni motorjev letno je Honda največji proizvajalec na svetu. V 31 državah sveta je zaposlenih čez 131.000 delavcev.
Podjetje je bilo ustanovljeno 24. septembra 1948 ter poimenovano po ustanovitelju Soichiru Hondi. Sprva so izdelovali motorje za pogon koles.

## Modeli avtomobilov
Mali osebni
- Jazz
- Logo
- Insight

Kompaktni
- Civic
- Civic IMA
- Today

Srednji razred
- Accord

Zgornji srednji razred
- Legend

Športni coupe
- Civic coupe
- CRX
- Prelude
- Accord coupe

Športni
- Integra Type-R
- NSX
- S800
- S2000

Van
- Stream
- FR-V
- Shuttle

SUV
- CR-V
- FR-V

## Modeli motornih koles
Supersport
- CB 350 Four
- VFR 750
- CBR600F

Tourer
- Varadero 1000
- GoldWing
- CB 900 Bol d'Or
- CBF 500

Enduro
- Africa Twin 650
- Transalp 600
- SLR 650